# Драчев, Павел Иванович
Павел Иванович Драчёв (20 января 1897 — 28 июня 1964) — советский военачальник войск Тыла Советской армии, участник Великой Отечественной войны, начальник Главного интендантского управления РККА (затем СА, 1942—1952), генерал-полковник интендантской службы (1944).

## Биография
Родился в городе Оса. Из семьи мелкого торговца. С 15 лет работал в купеческой лавке. Окончил два класса городского училища, занимался самообразованием и затем сдал экстерном экзамены ещё за четыре класса училища.
В 1916 году призван в Русскую императорскую армию и направлен в 123-й запасной полк. Был зачислен в состав 3-й Особой пехотной бригады Экспедиционного корпуса Русской армии во Франции, воевал на Западном фронте. Участвовал в боях в Шампани, у Реймса и в Арденнах, за храбрость произведён в унтер-офицеры. В 1918 году сумел через Норвегию вернуться в Россию.
В августе 1918 года был мобилизован в ряды Красной Армии. В составе 1-го Советского пехотного полка и 5-й бригады 30-й стрелковой дивизии красноармейцем участвовал в боях на Восточном фронте против армии А. В. Колчака и Чехословацкого корпуса.  В феврале 1919 года как грамотный и знающий азы учётной документации был назначен делопроизводителем полка, вскоре стал начальником службы снабжения полка, а уже в 1920 году «вырос» до должности начальника военно-хозяйственного снабжения Управления снабжения армии.
С 1923 года — начальник военно-хозяйственного отдела штаба Сибирского военного округа, с 1925 года — начальник управления военно-хозяйственного снабжения Сибирского военного округа. В 1930 году окончил Курсы усовершенствования высшего комсостава при Военной академии РККА им. М. В. Фрунзе.
С 1936 года дивинтендант П. И. Драчёв находился в служебной командировке в Монгольской Народной Республике. С сентября 1937 года — помощник по материальному обеспечению командира 57-го Особого стрелкового корпуса, размещённого на территории МНР. После возвращения в СССР в июне 1939 года — старший преподаватель кафедры снабжения и войскового хозяйства Военно-хозяйственной академии Красной Армии имени В. М. Молотова. С 8 июля 1940 года — начальник Управления вещевого снабжения Красной Армии.
С начала Великой Отечественной войны – интендант Юго-Западного фронта. Участник Киевской оборонительной операции, после поражения советских войск под Киевом в сентябре 1941 года с группой командиров вышел из немецкого окружения. 14 октября 1941 года он был назначен заместителем главного интенданта Красной Армии, а 5 марта 1942 года назначен главным интендантом Красной Армии. В Московской битве отвечал за снабжение фронта зимними вещами и за работу службы обозно-хозяйственного снабжения. Когда оказалось, что промышленность не справляется с заданиями по изготовлению тёплой одежды, предложил организовать её производство на дому силами женщин-домохозяек, многодетных или кормящих грудных детей матерей, беременных женщин, жён командного состава, женщин с инвалидностью или ограничениями по состоянию здоровья: обеспечил их снабжение тканями, нитками и иголками, фурнитурой, швейными машинками, установил нормы выработки и организовал чёткую своевременную оплату принятой продукции и выделение дополнительного продовольственного пайка. Кроме своих прямых обязанностей, в 1944—1945 годах участвовал в восстановлении лёгкой промышленности освобождённых стран Восточной Европы. В 1945 году выполнял задание Ставки ВГК по материальному обеспечению войск Красной Армии во время подготовки и проведения войны с Японией.
После войны продолжал службу в Советской армии на прежней должности до января 1952 года. С июня 1953 года — в отставке по состоянию здоровья.
Похоронен в Москве на Новодевичьем кладбище (6 участок, 6 ряд, 8 место).

## Воинские звания
- 20 ноября 1935 года присвоено звание дивинтендант[6]
- 4 июня 1940 года присвоено звание генерал-майор интендантской службы[7]
- 17 ноября 1942 года присвоено звание генерал-лейтенант интендантской службы[8]
- 11 мая 1944 года присвоено звание генерал-полковник интендантской службы[9] .

## Награды
- два ордена Ленина (17.09.1943, 21.02.1945)
- три ордена Красного Знамени (03.03.1942, 03.11.1944, 1949)
- Орден Кутузова I степени (01.08.1944)
  - Медали, в т.ч.:
  - «За оборону Москвы»
  - «За Победу над Германией в Великой Отечественной войне 1941—1945 гг.»
  - «За победу над Японией»
  - «XX лет Рабоче-Крестьянской Красной Армии»
  - «30 лет Советской Армии и Флота»

Иностранные награды
- Орден «Крест Грюнвальда» II степени (ПНР, 21.05.1946)
- Орден Партизанской звезды (СФРЮ)
- Орден «За заслуги перед народом» I степени (СФРЮ)